# Dan O'Brien
Daniel ("Dan") Dion O'Brien (* 18. července 1966) je bývalý atlet - desetibojař, reprezentující USA. Získal tři tituly mistra světa v letech 1991, 1993 a 1995, v roce 1996 se stal olympijským vítězem na OH v Atlantě. V roce 1992 vytvořil v Talence světový rekord v desetiboji výkonem 8891 bodů, ten byl překonán v roce 1999 českým desetibojařem Tomášem Dvořákem. V roce 1993 vytvořil O'Brien nový světový rekord také v halovém sedmiboji výkonem 6476 bodů, který platil až do 13. března 2010. O'Brien ukončil svou bohatou atletickou kariéru v roce 2000. Dnes působí především jako komentátor atletických soutěží.

## LOH Atlanta 1996
Největším úspěchem O'Briena je zlatá medaile z desetiboje na LOH 1996 v Atlantě, kde na domácí půdě zvítězil výkonem 8824 bodů před druhým Němcem Frankem Busemannem (8706 b.) a třetím Čechem Tomášem Dvořákem (8664 b.). Vynahradil si tak zklamání z předchozích LOH 1992 v Barceloně, kam se nekvalifikoval po nezdařeném skoku o tyči (kde nezaznamenal jediný platný pokus).

## Osobní rekordy
Bodový součet osobních rekordů Dana O'Briena v desetiboji dává rekordní hodnotu 9572 (český bývalý světový rekordman Roman Šebrle má například součet osobních rekordů 9326 bodů).
- 100 m 10,23 s
- Dálka 811 cm
- Koule 16,69 m
- Výška 213 cm
- 400 m 46,53 s
- 110 m př. 13,47 s
- Disk 55,07 m
- Tyč 525 cm
- Oštěp 66,90 m
- 1500 m 4:33,19 min
- Součet OR 9572 bodů

- Desetiboj 8891 bodů (Talence 1992; bývalý SR)
- Sedmiboj 6476 bodů (Toronto 1993; bývalý SR)